# Richard S. Castellano
Richard Salvatore Castellano (Nueva York, 4 de septiembre de 1933 - North Bergen, 10 de diciembre de 1988) fue un actor estadounidense.

## Biografía
Castellano nació en el Bronx, Nueva York. Se hizo conocido por su papel en la película Lovers and Other Strangers (1970), por la cual fue nominado al premio Oscar como mejor actor de reparto. Volvió a ganar reconocimiento en 1972 por el papel de Peter Clemenza, uno de los jefes de la familia Corleone en El Padrino. La película fue un éxito en la taquilla y Castellano, junto a varios compañeros del reparto, se volvió un nombre conocido. Su personaje dijo una de las más famosas y recordadas frases de la película: "Leave the gun, take the cannoli" (deja el arma, toma los cannoli), una línea improvisada. También trabajó en televisión, protagonizando The Super en el papel de Joe Girelli y Joe and Sons en el papel de Joe Vitale, un viudo italoestadounidense a cargo de una familia.
Se dice que no volvió a interpretar su papel en El padrino II debido a que Castellano y su representante insistían en mantener el control de los diálogos del personaje. El director Francis Ford Coppola lo consideró insostenible y Castellano no fue incluido en la película. Esta historia fue discutida por la viuda de Castellano en 1991 en una carta a la revista People. Su ausencia en la película se podría deber a que su personaje muere entre el final de la primera película y el inicio de la segunda.
Según declaraciones de su viuda, Richard S. Castellano era sobrino de Paul Castellano, uno de los jefes de la Familia criminal Gambino.
Murió de un ataque al corazón a la edad de 55 años.

## Premios y distinciones
Premios Óscar
| Año  | Categoría              | Película                 | Resultado |
| ---- | ---------------------- | ------------------------ | --------- |
| 1970 | Mejor actor de reparto | Amantes y otros extraños | Nominado  |